# D-Bo

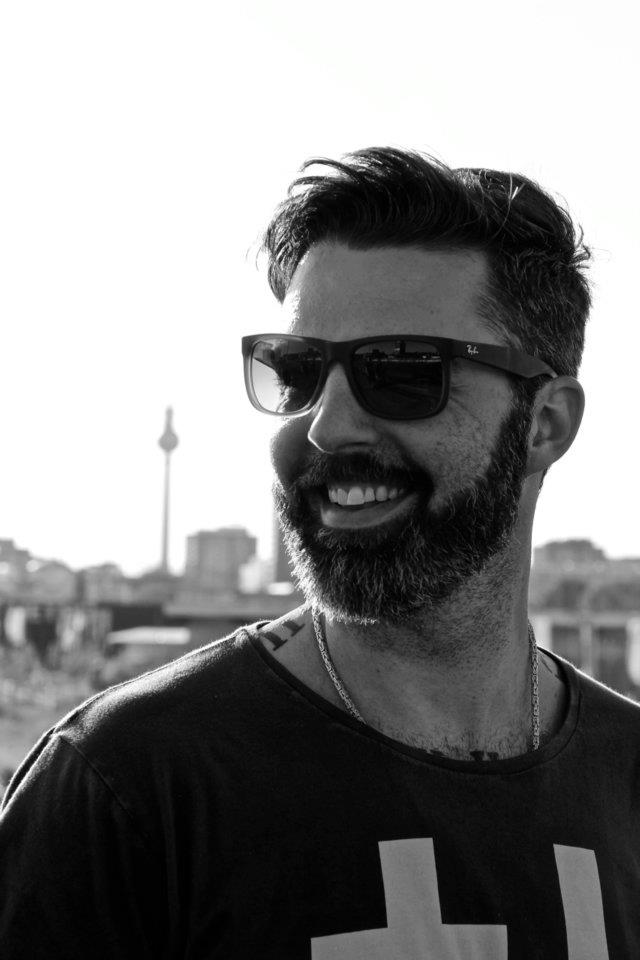
D-Bo (2012)

D-Bo (bürgerlich Danny Bokelmann; * 6. Juni 1978 in Göttingen) ist ein deutscher Musikproduzent, Modedesigner und ehemaliger Rapper. 2001 war er unter anderem an der Gründung des Musiklabels I Luv Money Records beteiligt, verließ es jedoch im Jahr 2003. Zusammen mit Bushido gründete er daraufhin 2004 das sehr erfolgreiche Musiklabel Ersguterjunge, was er mit ihm bis 2008 gemeinsam führte. Als sich seine Wege mit Bushido trennten, gründete er im selben Jahr sein eigenes Musiklabel Wolfpack Entertainment. Zudem ist er auch Inhaber des Kleidungslabels „Est. in Hell“. Mit dem Erscheinen seines siebten Albums Kopffick mit Niveau beendete D-Bo im Januar 2013 seine aktive Karriere als Rapper.

## Werdegang
Bokelmann wurde 1978 in Göttingen geboren. Zum Zeitpunkt seiner Geburt war seine Mutter 17 Jahre alt, was zu der Entscheidung führte, ihn bei seinen Großeltern in Gladebeck bei Northeim aufwachsen zu lassen. In seiner Schulzeit lernte Bokelmann durch Freunde US-amerikanische Hip-Hop-Musik kennen. Das Album Niggaz4Life der Gruppe N.W.A war das erste Album, das er sich kaufte. Zunächst imitierte er Lieder von N.W.A, in dem er die Texte rappte und mit einem Kassettenrekorder aufnahm. Da ihm die entstandenen Aufnahmen selbst nicht gefielen, beendete er vorläufig dieses Hobby. Als Bokelmann in der siebten Klasse war, kaufte er sich ein elektronisches Schlagzeug und ein Keyboard, die er mit Geld finanzierte, das er im Zuge seiner Konfirmation erhalten hatte. Mit diesen Instrumenten nahm er Songs auf, zu denen er Texte in englischer Sprache verfasst hatte. Auch die Ergebnisse dieser Aufnahmen sagten Bokelmann nicht zu. Durch das Album 4 gewinnt der Hip-Hop-Formation Die Fantastischen Vier wurde er schließlich auf deutschen Rap aufmerksam. Im Folgenden begann auch Bokelmann seine Texte auf Deutsch zu rappen. Neben der Musik war D-Bo als Basketball-Spieler aktiv und arbeitete seit seinem 17. Lebensjahr als Basketballtrainer. 1998 absolvierte Bokelmann sein Abitur und leistete im Anschluss daran seinen Zivildienst ab.
1999 lernte D-Bo den Rapper Bushido kennen, mit dem Bokelmann in den folgenden Jahren eine enge Freundschaft verband. In Hannover gründete D-Bo daraufhin gemeinsam mit Bushido, King Orgasmus One und Bass Sultan Hengzt das Independent-Label I Luv Money Records. 2001 veröffentlichte D-Bo sein erstes Album Deutscha Playa unter der Veröffentlichungsnummer ILM 002 als Tape über das Hip-Hop-Label. Dieses hatte D-Bo zu einem Großteil in Berlin sowie in Osnabrück, Freiburg und Hannover aufgenommen. Auf Deutscha Playa treten Bushido, King Orgasmus One, Jayo, Mizz Dozia, Schlafwandler, Gook, DJ Doc, De La Mok, Scarface, Timm Tighten, 490 Clizzic und Berlins Most Wanted als Gastrapper auf. Gemeinsam mit Jayo und Psycomatic gründete D-Bo 2001 den auf Untergrund-Rap spezialisierten Musikvertrieb Distributionz. Nachdem Bushido ein Vertragsangebot des Labels Aggro Berlin angenommen und I Luv Money Records verlassen hatte, beendete auch D-Bo die Zusammenarbeit und zog nach Göttingen, wo er mit einem Studium in den Bereichen Sport und Volkswirtschaftslehre begann. Zudem war D-Bo weiterhin als Basketball-Trainer für Jugendmannschaften, darunter auch für den niedersächsischen Basketballverband (NBV), tätig.
2004 wechselte Bushido zum Major-Label Universal Music Group. Da der Rapper plante innerhalb der Musikfirma ein eigenes Sublabel zu realisieren, wandte er sich an D-Bo. Im August 2004 schloss sich D-Bo der Idee an und zog nach Berlin, wo er gemeinsam mit Bushido ersguterjunge gründete. D-Bo war daraufhin vor allem organisatorisch tätig, nutzte die Plattform aber ebenfalls um sein Debütalbum unter dem Titel Deutscha Playa 2004 als CD-Version wieder zu veröffentlichen. Am 24. Oktober 2004 erschien Bushidos Soloalbum Electro Ghetto. D-Bo, der in den vorherigen Jahren neben seinen beruflichen Tätigkeiten weiterhin Hip-Hop-Beats produziert hatte, steuerte für das Lied Schmetterling eine Produktion bei. Electro Ghetto erreichte Platz 6 der deutschen Album-Charts. Dadurch, dass mehr als 100.000 Einheiten des Tonträgers verkauft wurden, erhielt auch D-Bo für seine Beteiligung an dem Album eine Goldene Schallplatte. Auch bei der anschließenden Konzert-Tournee „Electro Ghetto Tour“ begleitete er Bushido.
Im Februar 2005 erschien D-Bos zweites Album Deo Volente, auf dem er thematisch unter anderem seinen damaligen christlichen Glauben behandelt. Die Musiker Aisha, Saad und Bass Sultan Hengzt treten auf dem Album mit Gastbeiträgen in Erscheinung. Einem breiteren Publikum wurde D-Bo durch seine Beteiligung an dem ersten Labelsampler von ersguterjunge Nemesis bekannt. Das Titellied, auf dem D-Bo neben den Rappern Bushido, Eko Fresh, Saad und Chakuza zu hören ist, wurde zudem als Video umgesetzt und auf dem Musiksender MTV ausgestrahlt, wo es Platz 1 der TRL-Charts erreichen konnte. In den Album-Charts positionierte sich der Sampler auf Platz 4 der deutschen Charts sowie in den Hitparaden von Österreich und der Schweiz. Auch auf diversen Veröffentlichungen anderer Rapper seines Labels trat D-Bo als Gastrapper auf, darunter auf dem Album Carlo Cokxxx Nutten II.
2006 wurde D-Bos drittes Album Seelenblut veröffentlicht. Mit Rang 59 konnte sich das Album als erste Soloveröffentlichung des Rappers in den Album-Charts platzieren. Bushido, Saad, Chakuza, Nyze, Bahar, Billy und Taichi sind als Gastrapper auf Seelenblut vertreten. Des Weiteren wirkte D-Bo an Vendetta und Alles Gute kommt von unten, den zweiten und dritten Labelsamplern von ersguterjunge mit. 2007 folgte das Soloalbum Sans Souci, das sich erneut in den Charts positionieren konnte. Für Sans Souci waren Lieder mit den Künstlern Eko Fresh, Nyze, Summer Cem, Chakuza, Billy13, Abaz, Reign und Sprachtot entstanden. Das Video zum Titellied erreichte Platz 1 der Urban-TRL-Charts von MTV. Im April 2009 wurde bekannt, dass D-Bo das Berliner Label ersguterjunge verlässt. Er erklärte, dass „eine musikalische und geschäftliche Weiterentwicklung […] unter eigener Regie letztendlich am besten möglich“ sei. Zudem müssen „modernere Wege“ gefunden werden, „Musik und Künstler zu vermarkten.“
Nachdem D-Bo die Zusammenarbeit mit ersguterjunge beendet hatte, konzentrierte er sich auf sein eigenes Label Wolfpack Entertainment. Die Idee zu dem Label hatte Bokelmann bereits 1998. Anfang 2008 gründete er Wolfpack Entertainment als Plattform, die über Bandübernahmeverträge Alben von Künstlern veröffentlicht. Das Mixtape Therapie vor dem Album von RAF Camora erschien als erste Veröffentlichung der Musikfirma. 2009 veröffentlichte D-Bo das Album Die Lüge der Freiheit, das sich stilistisch stärker an elektronischer Musik orientiert und als durchgehende Geschichte konzipiert ist. Einen Tag nach der kommerziellen Veröffentlichung stellte D-Bo das Album zum kostenlosen Herunterladen auf seiner Homepage zur Verfügung. Dies wurde mit dem Angebot verbunden, als positive Resonanz einen Geld-Betrag in Form einer SMS zu versenden. Trotz der für die Charts nicht relevanten Aktion stieg Die Lüge der Freiheit auf Position 89 ein. Die Stücke Alles easy und Frust wurden zusätzlich als Singles ausgekoppelt. Chakuza, Nyze, Emine Bahar, Nazar, RAF Camora, Summer Cem, Bizzy Montana und Sonnik Boom sind auf dem Album mit Gastbeiträgen vertreten. Anfang 2011 erschien das Stück Nur ich zum kostenlosen Herunterladen. D-Bo bezeichnete das Lied als seine „letzte reine Hip-Hop-Nummer“. Im Folgenden konzentrierte er sich musikalisch auf Electro und Dubstep.
D-Bos sechstes Album Auf der Suche nach dem Glück erschien im Februar 2011. Dieses konnte sich nicht in den Album-Charts platzieren. Für Auf der Suche nach dem Glück entstanden Lieder mit Emine Bahar, Deine Jugend, Crush, RAF Camora, Max Mostley, Harris und Casper. Rock that Party, Berlin, Vampir und Glücklich wurden als Singles veröffentlicht. Anfang 2012 gründete Bokelmann das Kleidungslabel „Est. in Hell“. Des Weiteren begleitete D-Bo im Zuge der Tournee „Alles Roboter bevor die Welt untergeht Tour“ den Musiker RAF 3.0 durch Deutschland. Im Mai kündigte D-Bo sein siebtes Studioalbum unter dem Titel Kopffick mit Niveau für Oktober 2012 an. Nachdem bereits die Titelliste des Albums bekanntgegeben worden war, musste die Veröffentlichung von Kopffick mit Niveau aufgrund rechtlicher Probleme verschoben werden. Am 4. Januar 2013 erschien das Album schließlich über Wolfpack Entertainment. Kopffick mit Niveau stieg auf Platz 79 der deutschen Album-Charts ein. Die Stücke Alleine sein, Durchzug und Dein Herz wurden als Videos umgesetzt. Dabei fanden die Dreharbeiten zu Durchzug und Dein Herz in New York City statt. Ende Januar 2013 gab Bokelmann bekannt, sein Alter Ego D-Bo „sterben lassen“ zu wollen. Anstelle eigener Musik wolle er sich auf das Musiklabel Wolfpack Entertainment sowie die Kleidungsmarke Est. in Hell konzentrieren. Zeitgleich zu dieser Aussage veröffentlichte D-Bo unter dem Titel Hinter den Kulissen eine Dokumentation.

## Diskografie
Studioalben

| Jahr | Titel Musiklabel Katalog-Nr.                                | Höchstplatzierung, Gesamtwochen, AuszeichnungChartplatzierungen (Jahr, Titel, Musiklabel Katalog-Nr., Platzierungen, Wochen, Auszeichnungen, Anmerkungen, Cover) | Höchstplatzierung, Gesamtwochen, AuszeichnungChartplatzierungen (Jahr, Titel, Musiklabel Katalog-Nr., Platzierungen, Wochen, Auszeichnungen, Anmerkungen, Cover) | Höchstplatzierung, Gesamtwochen, AuszeichnungChartplatzierungen (Jahr, Titel, Musiklabel Katalog-Nr., Platzierungen, Wochen, Auszeichnungen, Anmerkungen, Cover) | Anmerkungen                                    | Cover |
| Jahr | Titel Musiklabel Katalog-Nr.                                | DE | AT | CH | Anmerkungen                                    | Cover |
| ---- | ----------------------------------------------------------- | --- | --- | --- | ---------------------------------------------- | ----- |
| 2001 | Deutscha Playa Luv Money Records ILM 002                    | — | — | — | Format: MC Wiederveröffentlichung: 2004 + 2012 |       |
| 2005 | Deo Volente ersguterjunge 40195 939600-1 (7)                | — | — | — | Format: CD Wiederveröffentlichung: 2012        |       |
| 2006 | Seelenblut ersguterjunge 40195-9300030(0)                   | DE59 (1 Wo.)DE | — | — | Format: CD Wiederveröffentlichung: 2012        |       |
| 2007 | Sans Souci ersguterjunge 88697188702-(0)                    | DE64 (1 Wo.)DE | — | — | Format: CD Wiederveröffentlichung: 2012        |       |
| 2009 | Die Lüge der Freiheit Wolfpack Entertainment WPE 002        | DE89 (1 Wo.)DE | — | — | Format: CD                                     |       |
| 2011 | Auf der Suche nach dem Glück Wolfpack Entertainment WPE 011 | DE89 (1 Wo.)DE | — | — | Format: CD                                     |       |
| 2013 | Kopffick mit Niveau Wolfpack Entertainment WPE 044          | DE79 (1 Wo.)DE | — | — | Format: CD                                     |       |